# Осечниця (Любуське воєводство)
Осечниця (пол. Osiecznica) — село в Польщі, у гміні Кросно-Оджанське Кросненського повіту Любуського воєводства.
Населення — 960 осіб (2011).
У 1975-1998 роках село належало до Зеленогурського воєводства.

## Демографія
Демографічна структура станом на 31 березня 2011 року:
|          | Загалом | Допрацездатний вік | Працездатний вік | Постпрацездатний вік |
| -------- | ------- | ------------------ | ---------------- | -------------------- |
| Чоловіки | 474     | 81                 | 353              | 40                   |
| Жінки    | 486     | 81                 | 293              | 112                  |
| Разом    | 960     | 162                | 646              | 152                  |